# Костадин Кюлюмов
Костадин Спасов Кюлюмов е български офицер от Държавна сигурност, който през 60-те години получава задача да популяризира дейността на службата и работи и като сценарист.

## Биография

### Ранни години
Костадин Кюлюмов е роден на 19 ноември 1925 година в Гайтаниново, Неврокопско, в средно заможно семейство, като има двама братя и две сестри. Баща му членува във Вътрешната македонска революционна организация, но не е активен и през 40-те години сътрудничи на комунистите.
След като завършва прогимназия в родното си село, Кюлюмов постъпва в Неврокопската гимназия, където през 1941 година става член на незаконния комунистически Работнически младежки съюз (РМС). В края на 1943 година е арестуван и, макар че 75 дни по-късно е оправдан в съда, е изключен от всички гимназии в страната. На 3 юли 1944 година става партизанин в Партизански отряд „Анещи Узунов“. Няколко седмици по-късно се включва с партизаните в последвалите Деветосептемврийския преврат насилия в района на Неврокоп, както и в образуваната от партизанския отряд „гвардейска дружина“ в състава на армията. През декември 1944 година е изпратен в Школата за запасни офицери, а след завършването ѝ е помощник-командир на взвод във Военното училище. През 1945 година става член на Българската комунистическа партия (БКП).

### В политическата полиция
Костадин Кюлюмов се уволнява от армията през есента на 1946 година и оглавява градската организация на РМС в Неврокоп. На 1 февруари 1947 година е назначен в подразделението на Държавна сигурност в Горна Джумая, след което преминава двумесечен служебен курс. В края на годината пътува до Скопие във връзка с активното по това време сътрудничество между българската Държавна сигурност и югославското Управление за държавна сигурност – след началото на Съветско-югославския конфликт няколко месеца по-късно това пътуване става причина за подозрения в нелоялност и служебни проблеми за Кюлюмов.
През този период той се включва активно в работата на политическата полиция срещу Горянското движение и е неколкократно награждаван за участие в „ликвидирането на бандитски групи“. Ръководи изграждането на специална агентурна мрежа и провеждането на голяма акция срещу горяните в района на Брежани, а през пролетта на 1948 година е основен участник в ликвидирането на групата на Герасим Тодоров и неговото убийство. Самият той по-късно заявява, че е участвал в ликвидиране или залавяне на повече от 70 „бандити“.
През 1950 година Кюлюмов е прехвърлен в София и назначен във военното контраразузнаване, където става началник на отделение в 05 отдел, отговорен за военновъздушните сили. През декември 1951 година по негова инициатива е върнат в политическата полиция, където смята, че може „да даде най-добра и качествена работа“. След успешна акция срещу горяни в района на Трън през юни 1952 година е прехвърлен като началник на отделение при кабинета на вътрешния министър, а през октомври е повишен заместник-началник на отдел в окръжното управление в Коларовград. В служебните му характеристики там е критикуван от преките си ръководители за лоша дисциплина и самоизтъкване.
На 22 юли 1954 година Костадин Кюлюмов става началник на Околийското управление на Министерството на вътрешните работи (МВР) в Мадан. По това време брат му Никола емигрира в Гърция, което, заедно с по-ранното емигриране на зет му и посещението му в Скопие, става причина той да бъде отстранен от Държавна сигурност, като на 26 октомври 1954 година е назначен за началник на народната милиция в Пето районно управление в София. Въпреки опитите му да се върне в Държавна сигурност, това става едва на 1 септември 1956 година, след като брат му се е върнал доброволно от Гърция, като тогава става и началник на Пето районно управление. На 28 октомври 1957 година е повишен в подполковник.

### Пропагандна работа
През август 1958 година Кюлюмов е изпратен в Съветския съюз, където преминава едногодишен служебен курс, като същевременно започва да следва право в Софийския университет, но изглежда така и не се дипломира. На 1 ноември 1961 година е назначен в Първо управление (външно разузнаване) на Държавна сигурност с ранг на началник отдел с цел да бъде изпратен на работа в чужбина под прикритието на кореспондент на Българската телеграфна агенция (БТА). За тази цел през 1962 година е изпратен на стаж в БТА и преминава шестмесечен езиков курс. По това време издава в съавторство с Петър Лаловски повестта „Златният зъб“, по която съставя и сценарий за едноименен филм. На 27 ноември 1962 година е повишен в полковник, а на 9 януари 1963 година е прехвърлен от разузнаването в Група за контрол и обобщаване опита на МВР, тъй като е публично известен като служител на министерството, което го прави непригоден за разузнавателна работа в чужбина.
В Групата за контрол и обобщаване опита на МВР задачата на Костадин Кюлюмов е популяризирането на дейността на МВР в медиите, като с тази цел самият той пише статии, очерци и разкази, а други възлага на журналисти и писатели, организира поредици от телевизионни и радиопредавания. Координира пропагандната кампания около процеса за шпионаж срещу Иван-Асен Георгиев, пише сценарий за учебен филм по случая, а по-късно съставя и сценарий за базирания на събитията художествен филм „Опасен полет“. По това време става член на Съюза на българските писатели и Съюза на филмовите дейци. През януари 1966 година пътува в Западна Европа с писателя Андрей Гуляшки във връзка с преговори за възможно издаване и филмиране на романа му „Авакум Захов срещу 07“. През април същата година става началник отдел в Група за работа по въпросите на културата и изкуството в Държавна сигурност, а на 17 март 1967 година оглавява новосъздадения Отдел за пропаганда и борба с идеологическата диверсия.
През този период Кюлюмов става един от сценаристите на успешния пропаганден сериал от 1969 година „На всеки километър“. Той поддържа близки приятелски връзки с друг от сценаристите, Георги Марков, който по-късно емигрира и е убит от Държавна сигурност. Кюлюмов изглежда е прототипът на полковник К., чиято история Марков разказва в един от своите „Задочни репортажи за България“.
От 1 януари 1969 година Кюлюмов е първи заместник-началник на обособеното малко преди това Шесто управление (политическа полиция) на Държавна сигурност. По това време той получава широка известност с работата си по сценариите на двата сезона на сериала „На всеки километър“. Отстранен е от ръководството на Шесто управление през есента на 1972 година, изглежда при прочистването на ръководството на службата от хора, смятани за близки с бившия вътрешен министър Ангел Солаков.

### Последни години
От 1 октомври 1972 година Костадин Кюлюмов е заместник-началник на Висшата специална школа „Георги Димитров“, запазвайки привилегиите си на първи заместник-началник на управление в Държавна сигурност. Малко след това той е наказан за дезертирането в чужбина на агент на негово подчинение, докато е работил в Шесто управление. По това време ръководството на МВР се опитва да го изпрати на работа в някое западноевропейско посолство, но това не се реализира. От 1980 година вътрешният министър Димитър Стоянов няколкократно се опитва да го пенсионира по възраст, но получава съгласието на Секретариата на БКП едва в края на 1988 година и Кюлюмов е освободен от Държавна сигурност на 1 април 1989 година.
Още през 1990 година Кюлюмов публично критикува дейността на Държавна сигурност и особено на нейното Шесто управление, с което предизвиква недоволството на свои бивши колеги, като Антон Мусаков и Петър Стоянов.
Костадин Кюлюмов умира на 6 март 1998 година.

## Филмография
- „Златният зъб“ (1962) – (като Костадин Спасов; заедно с Антон Маринович)
- „С пагоните на дявола“ (5-сер. тв, 1967) – (като Константин Кюлюмов; заедно с Евгени Константинов)
- „Опасен полет“ (1968)
- „На всеки километър“ (1969)
- „На всеки километър II“ (1971)
- „Кръвта остава“ (1979)

## Награди
- Орден „За народна свобода 1941 – 1944“ II степен (1948)[7]
- Медал „За боева заслуга“ (1954)[28]
- Орден „Червено знаме“ (1957)[13]
- Медал „За заслуги за сигурността и обществения ред“ (1969)[28]
- Медал „25 години МНО“ (1969)[28]
- Димитровска награда (1971, за сценария на „На всеки километър“)[13]
- Орден „9 септември 1944“ I степен с мечове (1974)[13]
- Заслужил деятел на културата (1981)[29]
- Вазова награда (1988)[29]